# Алексей Михайлович
Великият княз Алексей Михайлович (28 декември 1875 – 2 март 1895) е внук на руския император Николай I и племенник на император Александър II.

## Живот
Роден е на 28 декември 1875 в Тифлис, Грузия. Той е най-малкият син на великия княз Михаил Николаевич и германската принцеса Сесилия фон Баден.
Алексей Михайлович умира на 2 март 1895 г. в Сан Ремо, Италия, от туберкулоза.